# Presseum
Presseum(en Hangul:신문박물관, en Hanja:新聞博物館) es el museo único de los periódicos en Corea del Sur, ubicado en Sejongno, Jongno-gu, el centro de Seúl. Se estableció por Dong-A Ilbo, uno de los periódicos principales.
Presseum es la palabra de combinación por "press"(la libertad) y "museum"(el museo).
Está en el tercer pis de Dong-a Media Ceter dónde tiene tres halles : el hall de los periódicos; el hall especial; finalmente el hall de la educación de la libertad. Mostra 
Exhibe una gran colección de 5,000 columnas crónicas de 130 países.

## Sources
- Huh Mun-myeong (11 de abril de 2008). «Newseum and Presseum». Dong-a Ilbo. Consultado el 30 de abril de 2008.
- By Heo Jae-sung (1 de marzo de 2003). «"Presseum offers historical panorama of newspapers"». English Newspaper of Hankuk University of Foreign Studies. Archivado desde el original el 22 de julio de 2011. Consultado el 30 de abril de 2008.

- Datos: Q6615798